# Cyathula officinalis
Cyathula officinalis là loài thực vật có hoa thuộc họ Dền. Loài này được K.C.Kuan mô tả khoa học đầu tiên năm 1976.